# Giresun
Giresun es la capital de la provincia de Giresun y el nombre de su distrito, con una población de 89.241 habitantes (2007). Está situada entre dos ríos, Batlama y Aksu, en un cabo pequeño. Ambos extremos de la ciudad son playas naturales. 
La ciudad de Giresun posee la única isla del mar Negro a una milla de distancia, la isla Aretias, con una superficie de 4 hectáreas. Los habitantes de Giresun suelen visitarla durante los Festivales de Mayo que se celebran entre el 20 y el 23 de mayo, en la desembocadura del río Aksu, a 4 kilómetros del centro, en dirección a Trebisonda.

## Historia
La ciudad está situada en el lugar donde se hallaba en la Antigüedad la ciudad de Farnacia, fundada por Farnaces I del Ponto. Se da la circunstancia de que en el Periplo del Ponto Euxino de Arriano se dice que Farnacia era la ciudad que antiguamente se llamaba Ceraso, pero esta identificación podría ser un error y en realidad Arriano podría haber confundido a Ceraso con Querades, ciudad que podría haber sido, por tanto, el antiguo nombre de Farnacia. Sin embargo, este error puede ser el motivo de que en épocas posteriores se le diera a la antigua Farnacia el nombre de Ceraso o Cerasunte, nombre que luego evolucionó hasta convertirse en Giresun.
El general romano Lúculo, en su lucha frente a Mitrídates, en el siglo I, llegó a Cerasunte. La fruta que encontró allí, la cereza, le agradó y la llevó a Roma. Hoy en día, la avellana es, sin duda, es el producto más importante de la ciudad. La avellana de Giresun es una de las de mejor calidad del mundo. El lema de la ciudad es "La patria de la cereza, la capital de la avellana".

## Etimología
El nombre de la ciudad se transforma de la denominación griega Kerasus a Kerasun, en tiempos del Imperio romano a Cerasus (de donde procede el nombre de la fruta cereza) y en última instancia en la denominación turca de Giresun.